# Four Daughters
Four Daughters (bra Quatro Filhas) é um filme estadunidense de 1938, do gênero drama romântico-musical, dirigido por Michael Curtiz, com roteiro de Julius J. Epstein e Lenore Coffee baseado no conto "Sister Act", de Fannie Hurst publicado na revista Hearst's International-Cosmopolitan de março de 1937.

## Sinopse
A família Lemp tem uma pensão. Suas quatro filhas são prodígios da música. Com a chegada de um novo hospede na pensão, um jovem compositor, a confusão se inicia, pois as quatro garotas se apaixonam pelo rapaz.

## Elenco
|  | Priscilla Lane como Ann Lemp |  | John Garfield como Mickey Borden |
|  | Rosemary Lane como Kay Lemp  |  | Jeffrey Lynn como Felix Deitz    |
|  | Lola Lane como Thea Lemp     |  | May Robson como Tia Etta         |
|  | Gale Page...Emma Lemp        |  | Frank McHugh as Ben Crowley      |
|  | Claude Rains...Adam Lemp     |  | Dick Foran...Ernest Talbot       |

## Prêmios e indicações
| Prêmio/ano | Categoria               | Recipiente                          | Resultado |
| ---------- | ----------------------- | ----------------------------------- | --------- |
| Oscar 1939 | Melhor filme            | Melhor filme                        | Indicado  |
| Oscar 1939 | Melhor diretor          | Michael Curtiz                      | Indicado  |
| Oscar 1939 | Melhor ator coadjuvante | John Garfield                       | Indicado  |
| Oscar 1939 | Melhor edição de som    | Stanley Jones                       | Indicado  |
| Oscar 1939 | Melhor roteiro adaptado | Julius J. Epstein, Lenore J. Coffee | Indicado  |